# Aposites macilentus
Aposites macilentus là một loài bọ cánh cứng trong họ Cerambycidae.